# Par cœurs
Ne doit pas être confondu avec Par cœur.
Pour l’article ayant un titre homophone, voir Parker.
Pour plus de détails, voir Fiche technique et Distribution.
Par cœurs est un film français réalisé par Benoît Jacquot et sorti en 2022.

## Synopsis
Le travail d'Isabelle Huppert et Fabrice Luchini, avant leur entrée en scène, au cours du Festival d'Avignon en 2021.

## Fiche technique
- Titre : Par cœurs
- Réalisation : Benoît Jacquot
- Photographie : Caroline Champetier et Inès Tabarin
- Montage : Julia Gregory
- Son : Paul Kusnierek
- Mixage : Olivier Goinard
- Pays de production :  France
- Société de production : Les Films du Lendemain
- Distribution : Les Films du Losange
- Durée : 76 minutes
- Date de sortie : France - 28 décembre 2022

## Distribution
- Isabelle Huppert
- Fabrice Luchini